# 3738 Ots
3738 Ots este un asteroid din centura principală, descoperit pe 19 august 1977 de Nikolai Cernîh.